# Robert Bürgers

Robert Bürgers

Heinrich Robert Bürgers (* 18. Juni 1877 in Plittersdorf, Kreis Bonn; † 30. Oktober 1944 in Köln-Lindenthal) war ein deutscher Bankier und Politiker (Zentrum).

## Leben
Nach dem Abitur an einem Kölner Gymnasium studierte Bürgers zunächst an der Universität Lausanne und der Kaiser Wilhelms-Universität Straßburg Rechtswissenschaft. In Straßburg wurde er 1898 Mitglied des Corps Palatia. Als Inaktiver wechselte er an die Friedrich-Wilhelms-Universität zu Berlin und die Rheinische Friedrich-Wilhelms-Universität Bonn. 
Die weiteren Etappen seiner Ausbildung führten ihn 1901 als Referendar ans Amtsgericht in Rheinbach und ans Landgericht in Köln und 1903 als Regierungsreferendar nach Schleswig. Die erste juristische Staatsprüfung legte Bürgers 1901 in Köln ab, die zweite folgte 1906. 1903 wurde Bürgers Regierungsreferendar in Schleswig. In den Jahren 1908 bis 1910 ließ Bürgers sich von seinem Beruf beurlauben. Er unternahm in jener Zeit ausgedehnte Reisen in die Vereinigten Staaten von Amerika und nach Ostasien. Nach seiner Rückkehr trat er 1910 als Mitarbeiter ins Preußische Handelsministerium ein, in dem er 1911 zum Hilfsarbeiter aufstieg. Im selben Jahr legte er die Schrift Kulturbilder aus den Vereinigten Staaten von Amerika vor, ein Ergebnis seiner USA-Reise, in dem er bereits den zukünftigen Aufstieg der Vereinigten Staaten zur stärksten Macht der Welt vorhersagte: „Manche Schwierigkeiten wird es noch geben, mancher Kampf noch zu überstehen sein; was aber auch kommen mag, ein Volk, das von einem solch' energischen Vorwärtsstreben und solch unverwüstlichem Optimismus und Selbstvertrauen beseelt ist, wie der Amerikaner, dem gehört schließlich doch der Sieg und die Zukunft.“
1913 wurde Bürgers zum Landrat von Recklinghausen ernannt. 1919 wurde Bürgers vortragender Rat im preußischen Finanzministerium, etwas später ebendort auch Geheimer Finanzrat. Im folgenden Jahr schied er aus dem Staatsdienst aus. Stattdessen wurde er Vorstandsmitglied des A. Schaaffhausen’schen Bankvereins in Köln. Darüber hinaus war er Aufsichtsratsvorsitzender der rheinisch-westfälischen Revisions-Treuhand AG sowie stellvertretender Vorsitzender des rheinisch-westfälischen Ausschusses der Deutschen Bank & Disconto-Gesellschaft (DeDi-Bank). 
Bürgers war auch politisch aktiv. Für die katholische Zentrumspartei zog er bei der Reichstagswahl 1930 in den Reichstag (Weimarer Republik) ein, dem er bis zum Juli 1932 angehörte. 
1931 wurde Bürgers in den 1928 gegründeten Rotary Club Köln aufgenommen, dessen Präsident er 1936/37 war. Im rotarischen Jahr 1934/35 war Bürgers Governor des Rotary-Distrikts 73, welcher Deutschland und Österreich umfasste.
Bürgers kam im Oktober 1944, in der Spätphase des Zweiten Weltkriegs, bei einem Luftangriff ums Leben. Er wurde in der Familiengrabstätte auf dem Kölner Melaten-Friedhof beigesetzt.

## Ehe und Familie
1912 heiratete Bürgers. 
Eine seiner Nichten heiratete den Bankier Hermann Josef Abs.

## Familie
Bürgers heiratete am 1. August 1912 Gertrud von Breitenbach (* 5. Februar 1890; † 30. Oktober 1944), eine Tochter von Paul von Breitenbach. Das Paar hatte mehrere Kinder:
- Paul Viktor (* 22. Mai 1913; † 1. November 1976), Teilhaber im Bankhaus J.H. Stein Ruthilde Ringwald[7]
- Robert (* 11. Dezember 1914)
- Klaus (* 25. November 1916)

## Schriften
- Kulturbilder aus den Vereinigten Staaten von Nordamerika, 1911.